# Kaiser-Joseph-Straße (Freiburg im Breisgau)

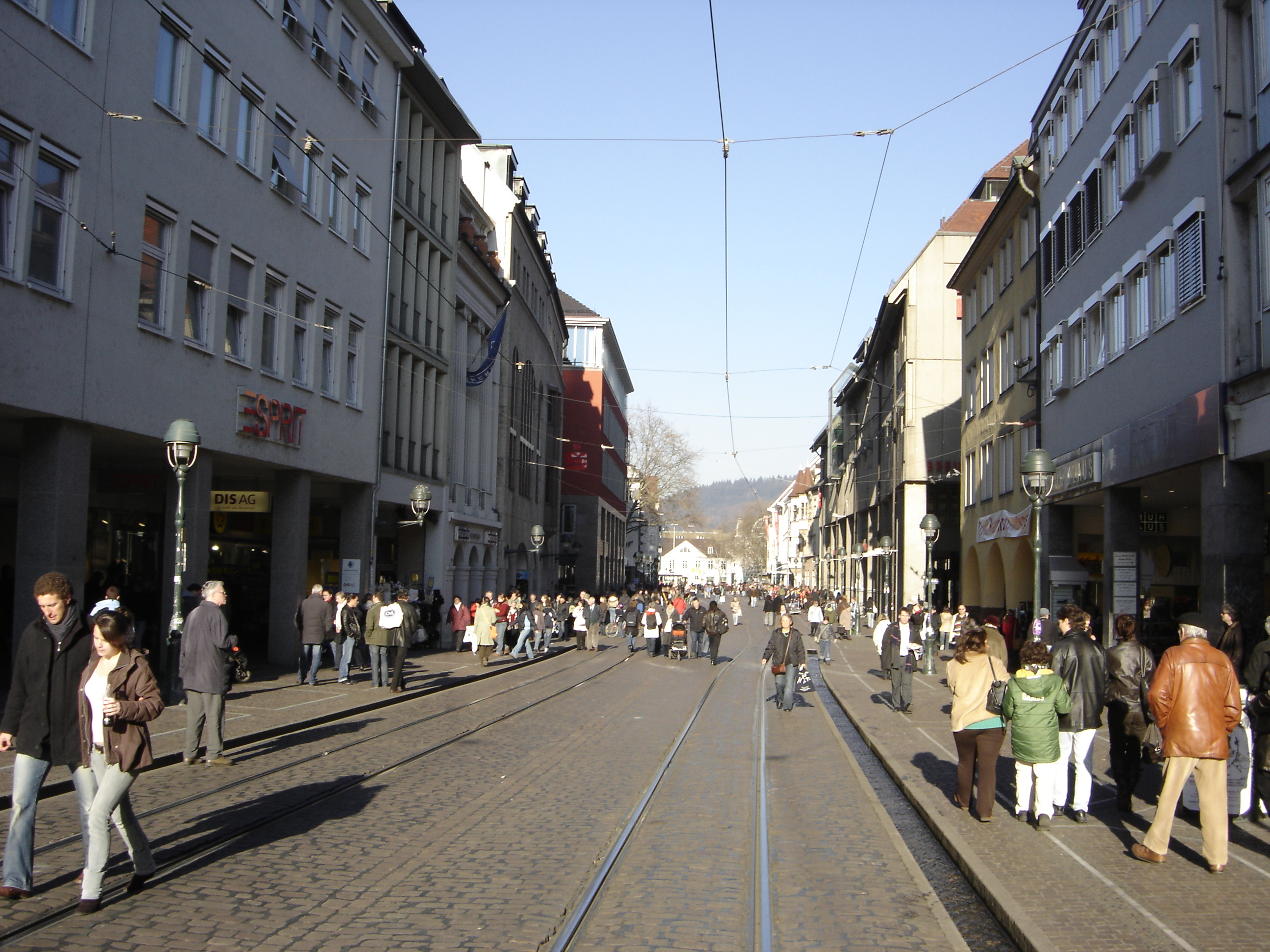
Kaiser-Joseph-Straße 2007, Blick nach Norden

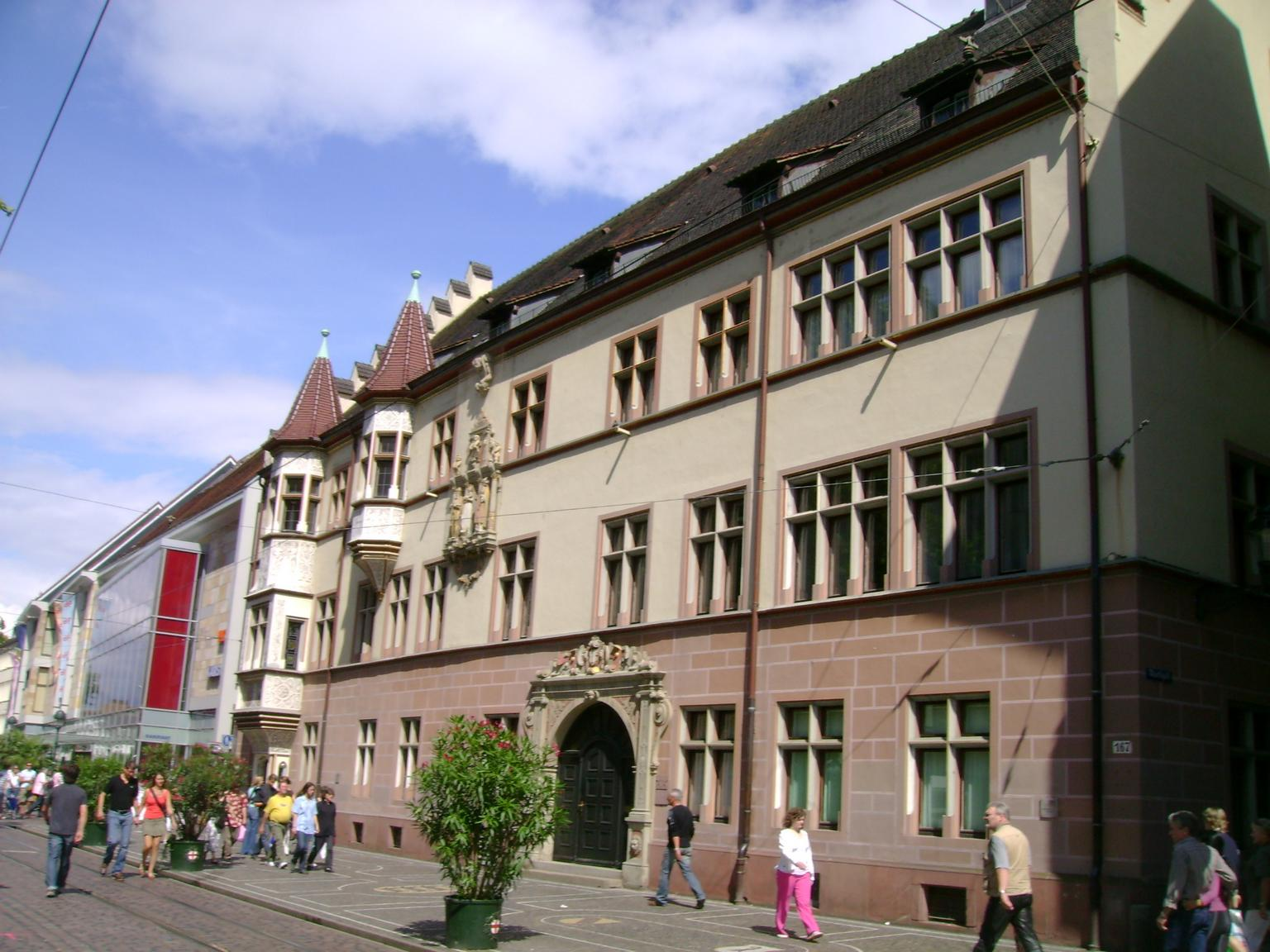
Basler Hof 2007

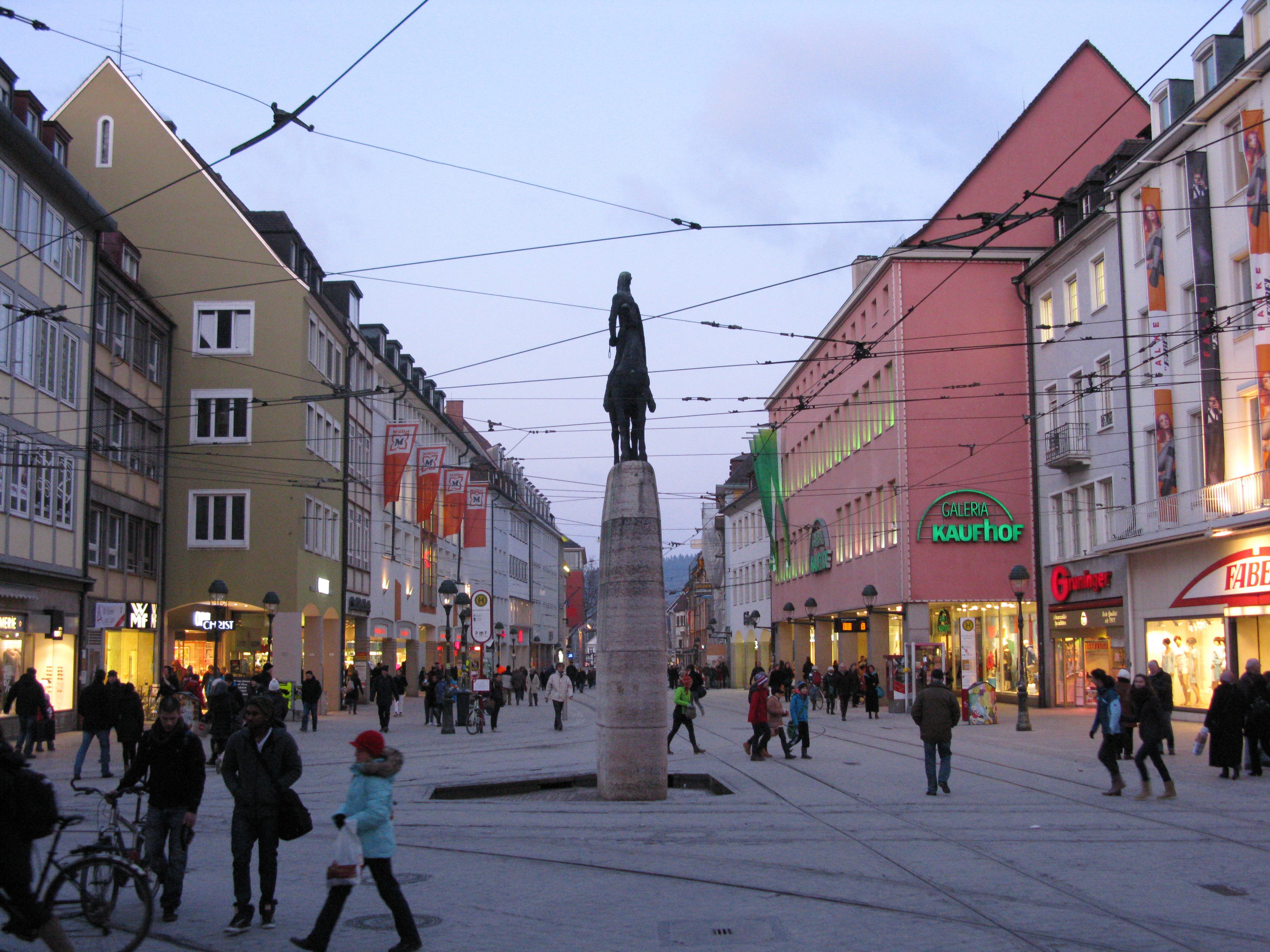
Kaiser-Joseph-Straße mit Bertoldsbrunnen (2012)

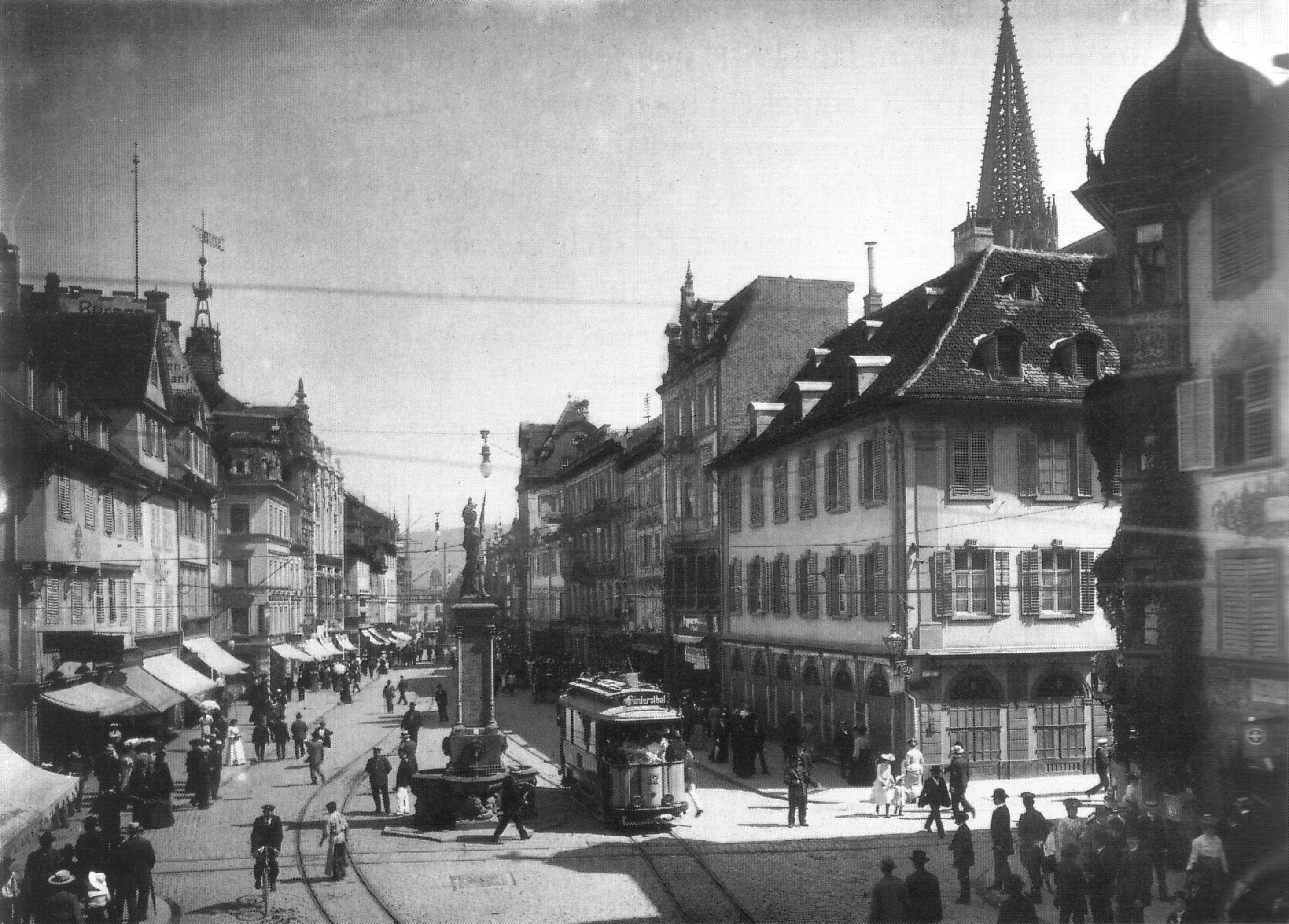
Kaiser-Joseph-Straße mit Bertoldsbrunnen (1904)

Die Kaiser-Joseph-Straße (in Kurzform häufig Kajo genannt) in Freiburg im Breisgau ist eine etwa 900 Meter lange Einkaufsstraße, welche in der Mitte der historischen Altstadt von Norden nach Süden verläuft. Die Kaiser-Joseph-Straße gehört zu den teuersten Lagen Deutschlands. 2017 lag sie auf Platz neun der meistbesuchten Einkaufsstraßen Deutschlands.

## Lage und Verkehr
Die Straße beginnt im Norden beim Europaplatz, wo am Rande der Altstadt das Siegesdenkmal steht. Am Bertoldsbrunnen, dem zentralen Straßenkreuz Freiburgs, gehen nach Westen die Bertoldstraße und nach Osten die Salzstraße ab. Vom Straßenkreuz führt die Kaiser-Joseph-Straße begleitet von Freiburger Bächle bis zum südlichen Ende der Innenstadt dem Martinstor und ohne Bächle weiter bis zur Kaiserbrücke an der Dreisam. Im Zweiten Weltkrieg zerstörten Bombardierungen die meisten Gebäude zwischen Siegesdenkmal und Martinstor völlig. Beim Wiederaufbau ließ Stadtarchitekt Joseph Schlippe Laubengänge einbauen, um eine größere Verkehrsfläche zu gewinnen. Schließlich musste sich die Straßenbahn, die seit 1901 hier fährt, die Straße mit Buslinien und dem zunehmenden Autoverkehr teilen. Eine Ampelanlage am Bertoldsbrunnen regelte den Straßenverkehr. Am 22. November 1973 sperrte die Stadt die Kaiser-Joseph-Straße und die angrenzenden Straßen für den motorisierten Individualverkehr. 1976 begann dann der Umbau zur Fußgängerzone mit Pflasterung und der Anlage der Bächle, der erst 1980 am Nordende abgeschlossen wurde.
Heute fahren hier nördlich des Bertoldsbrunnens die Straßenbahnlinie 4 (Messe – Zähringen) sowie südlich des Bertoldsbrunnens die Linien 2 (Hornusstraße – Günterstal) und 3 (Vauban – Haid) und – außer am Bertoldsbrunnen – Lieferfahrzeuge. Für den Radverkehr ist die Kaiser-Joseph-Straße als Einkaufsstraße gesperrt. Die Beschränkungen gelten nicht für den Abschnitt südlich des Holzmarktes.

## Geschichte
Die Kaiser-Joseph-Straße wurde ursprünglich als „Große Gass“ bezeichnet, auf der im Mittelalter auch der Markt abgehalten wurde, daher ihre im Vergleich zu den anderen Straßen der Altstadt große Breite. Im 15. Jahrhundert verlegte man den Markt dann auf den Platz vor dem Freiburger Münster.
Die Verbindung zwischen der „Großen Gass“ und den Vorstädten in Form des Martinstors wurde im 17. Jahrhundert im Zuge des Festungsbaus und der Einebnung der Vorstädte durch Sébastien Le Prestre de Vauban unterbrochen. Die Salzstraße diente nun als Zufahrt aus dem Höllental. Für den Brautzug der späteren französischen Königin Marie Antoinette, der aus 235 Personen, 57 Wagen und 250 Zug- und Reitpferden bestand, war sie allerdings nicht breit genug. Um ihr beim Eintreffen am 4. Mai 1770 dennoch einen standesgemäßen Empfang bereiten zu können, sollte sie über die Gartenstraße durch das Breisacher Tor in die Stadt einfahren. Zu diesem Anlass wurde die heutige Dreisam- und Schreiberstraße am Nordufer der Dreisam erbaut. Zudem errichteten drei Organisationen in Freiburg jeweils einen Triumphbogen für die Dauphine: die Stadt an der Karlskaserne, die Universität am Kollegienhaus (heutiges Neues Rathaus) sowie die Landstände auf der „Großen Gass“. Letzterer war mit 24 Metern Höhe und 18 Metern Breite der größte der drei Bögen. Er war von Johann Christian Wentzinger aus Holz und Stuck errichtet worden. Im Kageneckschen Haus in der Salzstraße nahm Marie Antoinette für zwei Nächte Quartier, bevor es am Morgen des 6. Mai weiter zur Reichsabtei Schuttern ging.

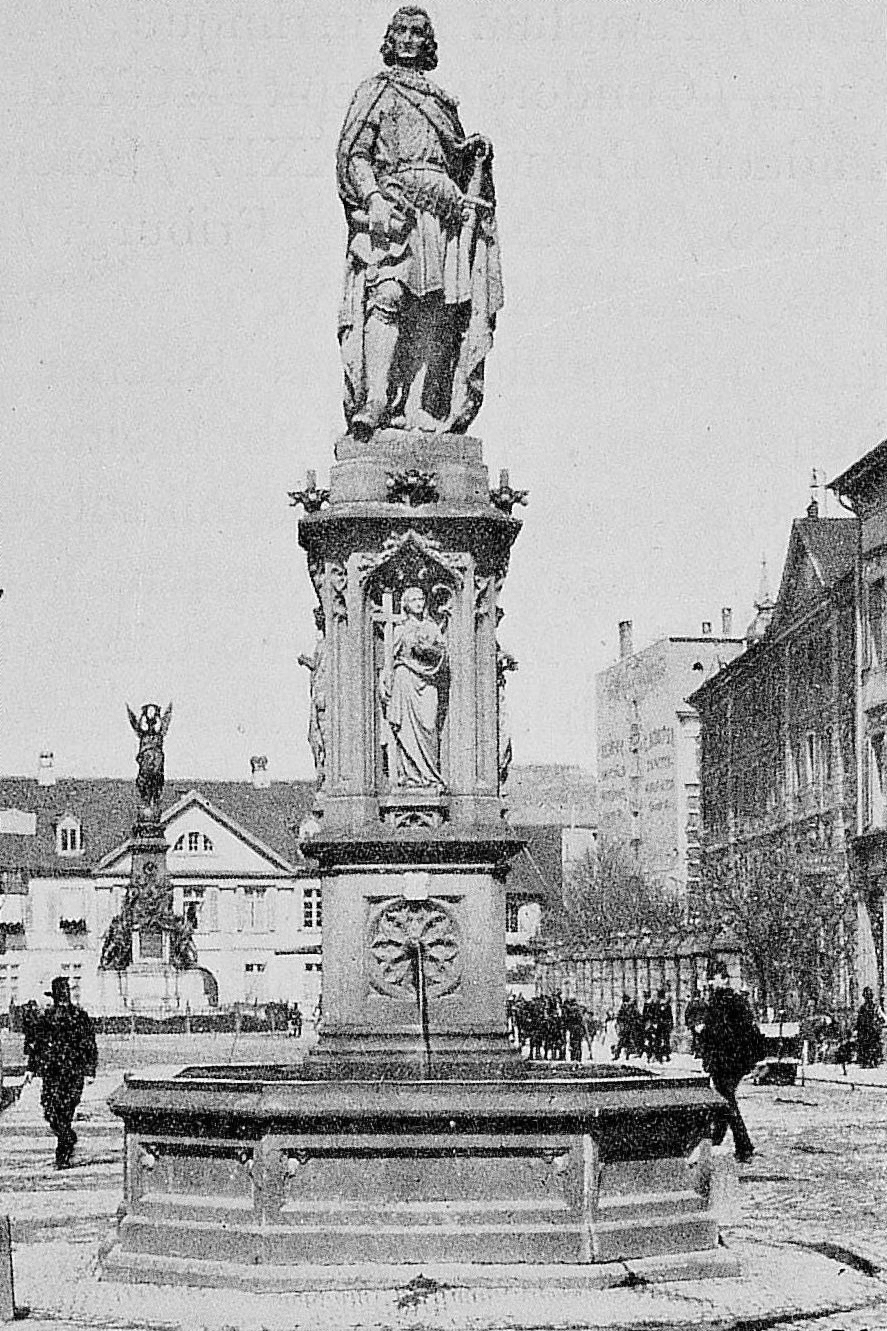
Der Albert-Ludwig-Brunnen von 1868 vor dem Siegesdenkmal

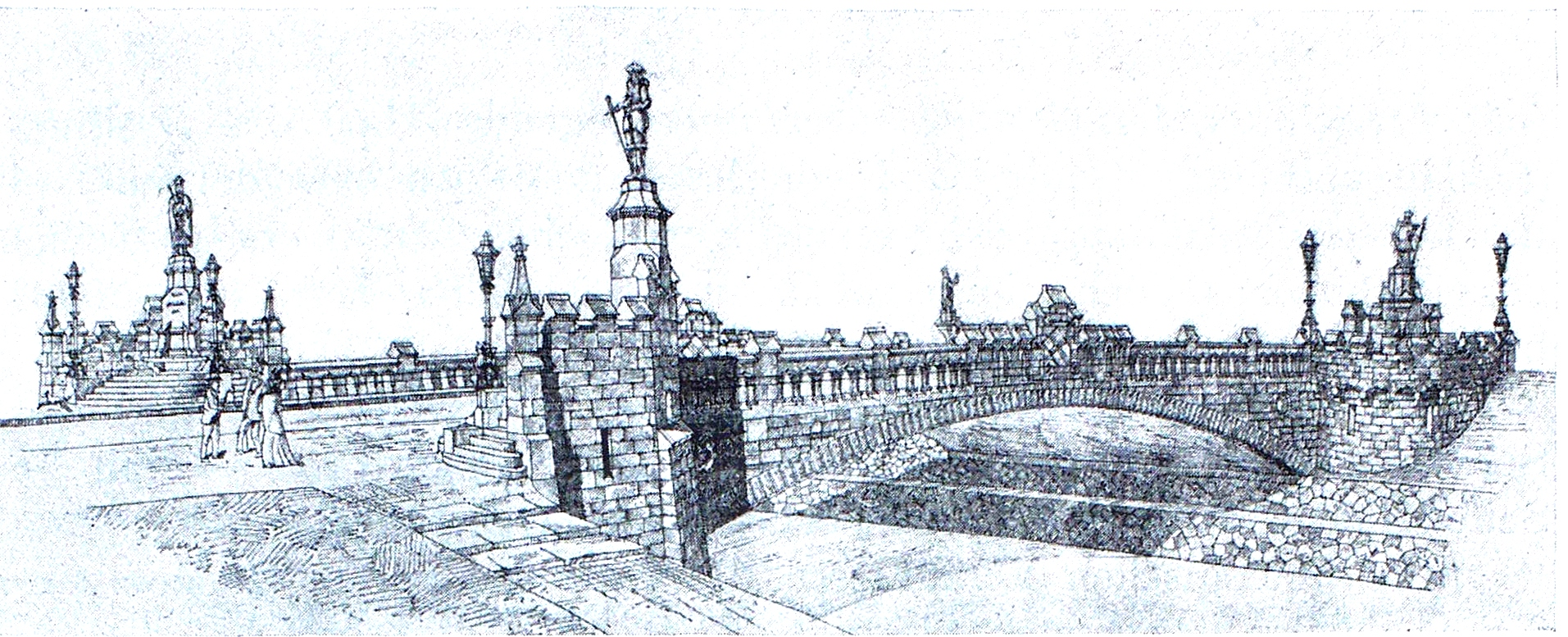
Skizze aus den Planungsunterlagen zum Bau der Kaiserbrücke

Nach einem Besuch von Kaiser Joseph II. im Jahre 1777 wurde die Straße dann zu Ehren des Landesherrn in „Kaiserstraße“ umbenannt. Um 1840 wurde die Straße vom Martinstor aus nach Süden bis zur Dreisam verlängert. Dieser Abschnitt erhielt zunächst den Namen „Stephanienstraße“ zu Ehren der badischen Großherzogin Stéphanie de Beauharnais. Entsprechend wurde das in diesem Zusammenhang neu entstandene Quartier „Stephanien-Vorstadt“ genannt. Um die Jahrhundertwende befanden sich drei Brunnen auf der Straße: der Fischbrunnen aus dem 16. Jahrhundert, der Bertoldsbrunnen, der diesen um 1806 von seinem Platz verdrängte, sowie der Albert-Ludwig-Brunnen von Alois Knittel aus dem Jahr 1868. Er befand sich nahe dem Siegesdenkmal auf dem damaligen Kaiser-Wilhelm-Platz.
Während der Zeit des Nationalsozialismus gaben die Machthaber der Kaiserstraße zusammen mit ihren Verlängerungen nach Norden (Zähringerstraße) und Süden (Günterstalstraße) den Namen „Adolf-Hitler-Straße“. Nach dem Zweiten Weltkrieg wurde der nördliche Teil dieser innerstädtischen Verkehrsachse in „Habsburgerstraße“ umbenannt, der Abschnitt in der Innenstadt bis zur Dreisam wurde zur „Kaiser-Joseph-Straße“, um deutlich zu machen, dass hier der Habsburger Kaiser gemeint ist. Da man die bestehenden Hausnummern nicht ändern wollte, beginnen sie in der Kaiser-Joseph-Straße bei 143 auf der Ostseite und bei 166 auf der Westseite.
Zahlreiche Filialen großer Handelsunternehmen haben in der Straße ihre Geschäftsräume. In den 1970er Jahren gab es noch fünf Warenhäuser in der Straße, zu Beginn des 21. Jahrhunderts sind es noch zwei. Das einzige Gebäude ohne jegliche kommerzielle Nutzung ist der Basler Hof, der im 15. Jahrhundert von Konrad Stürtzel als Wohnhaus erbaut wurde und heute einer der bedeutenden Profanbauten Freiburgs ist. Seinen Namen erhielt es, weil von 1587 bis 1677 das Basler Domkapitel hier seine Exilresidenz hatte – es konnte sich wegen der Reformation in Basel nicht mehr halten. Heute ist es der repräsentative Dienstsitz des Regierungspräsidiums Freiburg.
Die Kaiserbrücke aus der Zeit um die Jahrhundertwende am südlichen Ende der Kaiser-Joseph-Straße zierten früher Bronze-Statuen des Saliers Heinrich V. und des Staufers Friedrich Barbarossa von Julius Seitz sowie der Habsburger Rudolf I. und Maximilian I. von Fridolin Dietsche. Im Jahr 1942 wurden sie zerlegt und nach Hamburg zum Einschmelzen gebracht. Obwohl dies bis zum Ende des Krieges nicht geschah, verzichtete der Gemeinderat im Jahr 1950 wegen der hohen Transportkosten darauf, die Statuen zurückzuholen. Die Ausbuchtungen für die Statuen sind heute noch zu sehen.
Im Sommer 2014 wurden zwischen Bertoldsbrunnen und Martinstor ein über hundert Jahre alter Mischwasserkanal von der bnNetze erneuert und anschließend von der VAG die Gleise. Von März bis Oktober 2017 wurden entsprechende Arbeiten zwischen Bertoldsbrunnen und Europaplatz durchgeführt.